# دورکاری
دورکاری (به انگلیسی: Telecommuting یا remote work یا teleworking یا work from home),یکی از رایج‌ترین اصطلاحات کاری است که در سال های اخیر بیشتر از گذشته در موسسات مطرح شده است. دورکاری به شکلی از به‌کارگیری فناوری های‌ اطلاعات مانند ارتباطات راه دور گفته می‌شود و به نوعی حرکت کار به سمت کارکنان، به جای حرکت کارکنان به سوی کار است. با توجه به جریانات اپیدمیک در دنیا مثل بحران کرونا مفهوم دورکاری در سازمان‌ها بیش از پیش مطرح شد. این بحران جهانی مدیران بسیاری را به سوی برپایی سازمان مجازی سوق داد. در چند سال گذشته نرم افزار های تحت وب زیادی در زمینه مدیریت پروژه ها از راه دور و مطرح گردید و امروزه شمار آنها خیلی بیشتر شده است. دورکاری عبارت است از کار کردن در فاصله‌ای دور از کسی که به شما پول می‌دهد؛ در خانه یا در یک مرکز محلی. دورکاران از پست الکترونیکی، تلفن، نمابر و رایانه برای تماس با سازمان خود استفاده می‌کنند.
البته دورکاری در مورد بعضی از مسئولیت ها مانند ؛ رانندگی ، بایگانی اسناد  که لازمه آن صرفا با حضور  فرد میسر است ، را شامل نمی‌شود.
دورکاری شیوه‌ای انعطاف‌پذیر در کار کردن است که طیف وسیعی از فعالیت‌های کاری و همه آن‌هایی را که امکان کار کردن در بخش مهمی از زمان کاری، در مسافتی دور از کارفرما یا دور از مکان مرسوم کار را دارند، دربرمی گیرد. دورکاری ممکن است مبنای تمام وقت یا پاره وقت داشته باشد و اغلب شامل پردازش الکترونیکی اطلاعات و شامل استفاده از ارتباطات راه دور برای برقراری ارتباط میان فرد و سازمان است.
«انجمن بین‌المللی کار از راه دور» (ITAC) کار از راه دور را این‌گونه تعریف می‌کند: «به‌طور کلی کار از راه دور نوعی آرایش کاری که طی آن، افراد به شکل انعطاف‌پذیر از نظر زمان (پاره وقت یا تمام وقت) و از نظر مکان (در خانه، مراکز از راه دور، دفتر شرکت یا به‌شکل سیار) به انجام وظیفه و پاسخ به امور محوله می‌پردازند.»  نک فرهنگ مدیریت خالد شهبازمهر 
کمیسیون اروپایی کار از راه دور نیز، دور کاری را استفاده از کامپیوترها و ارتباطات راه دور برای تغییر موقعیت جغرافیایی محل کار و انجام وظایف شغلی می‌داند.
به عبارت بهتر کار از راه دور پدیده‌ای است که در جوامع اطلاعاتی رونق یافته و محدودیت زمانی و مکانی در اجرای وظایف شغلی را با بهره‌گیری از فناوری ارتباطات و اطلاعات از بین می‌برد لذا خروجی یا نتیجه کار بیش از هر عامل دیگر مورد توجه‌است.
برخلاف جوامع صنعتی که کار مبتنی بر توانمندی‌های جسمی و زور بازوان کارگران انجام می‌گیرد در جامعه اطلاعاتی، توانمندی‌های ذهنی، اطلاعات و دانش کارگران اطلاعاتی است که به کار معنا می‌بخشد و بدین دلیل است که «دورکاری» نیز محقق خواهد شد. در چنین شرایطی اجرای وظایف فیزیکی از راه دور امری طبیعی است چرا که کارگران اطلاعاتی می‌توانند تحقق عینی پردازش‌های فکری خود را توسط روبات‌ها میسر سازند.
هم‌اکنون در بسیاری از کشورهای دنیا مشاغل خانگی بخش مهمی از کارهای آن کشور است به نحوی که در آمریکا ۲۰ درصد کل اشتغال در قالب مشاغل خانگی است که حدود ۶۰ میلیون آمریکایی را مشغول به کار کرده‌است.

## دسته‌بندی دورکاران

### دورکاران تمام وقت خانگی
مکان کار این افراد محل زندگی آن‌ها است. آن‌ها برای کار از تلفن، دورنگار و رایانه استفاده می‌کنند. کسانی که از یک روز کمتر در خانه کار می‌کنند جزء این گروه نیستند.

### دورکاران سیار
این کارکنان مرتب در حال سفر و جابجایی می‌باشند و از کامپیوتر قابل حمل و تلفن همراه استفاده می‌کنند. کسانی که بیشتر از ۱۰ ساعت درهفته در خارج از خانه کار می‌کنند در این گروه قرار می‌گیرند.

### دورکاران پاره وقت
این افراد کمتر از یک روز را در خانه کار می‌کنند و بقیه ساعات کاری را به صورت سیار یا در مراکز کار از راه دور انجام می‌دهند.

### دورکاران متمرکز
این افراد در محلی به نام مراکز کار از راه دور یا دفتر کار مجازی که توسط شرکت کارفرما نزدیک خانه کارکنان ساخته شده کار می‌کنند. (در این مکان تمام امکانات برای انجام کار از راه دور موجود است از قبیل: رایانه، چاپگر، کنفرانس از راه دور

### کار از راه دور در دفاتر کوچک (دفاتر خانگی)
نوعی خود اشتغالی به شکل کار از راه دور است. این نوع برای کسانی است که قدرت مدیریت بالایی دارند و می‌توانند برای خود اشتغال درست کنند. محل کار این نوع در خانه است (از طریق ارتباط خارجی و پست الکترونیکی و ویدئو کنفرانس و.. کارهای خود را انجام می‌دهند).

## مزایا و معایب دورکاری

### مزایا
برخی از مزایای دورکاری عبارتند از:
- کاهش هزینه برای کارفرمایان (هزینه‌های امور اداری، تولیدی و غیره)
- کاهش مشکلات مرتبط با کنترل حضور و غیاب کارکنان
- توجه به نتیجه کار و نه به ساعات حضور فرد
- گسترش جغرافیایی حوزه‌های عملکرد سازمان‌ها و ارائه خدمات در سطح ملی و بین‌المللی
- امکان انتخاب کارکنان بدون محدودیت جغرافیایی
- بهبود شرایط کار، افزایش رضایت شغلی و بهره‌وری کارکنان
- افزایش استقلال شغلی کارکنان
- صرفه جویی در هزینه‌های مختلف زمانی و مالی کارکنان
- کاهش فشارهای روحی ناشی از محیط کار و تعاملات اجتماعی روزمره
- افزایش زمان آزاد کارکنان
- افزایش ارتباطات خانوادگی و بهبود شرایط خانواده
- حفظ محیط زیست و کاهش آلودگی هوا
- کاهش ترافیک و مصرف انرژی
- کاهش نرخ بیکاری در اثر ایجاد مشاغل جدید
- تدارک شرایط اشتغال برای کلیه شهروندان اعم از معلولین، زنان خانه‌دار و غیره
- افزایش عدالت اجتماعی
- توسعه عمران روستایی

### معایب
- نیاز به سرمایه‌گذاری برای ایجاد فضای کاری در خانه
- ضرورت سواد کامپیوتری و آشنایی با زبان انگلیسی
- کنترل ضعیف و سختی ارزیابی عملکرد کارکنان دورکار توسط کارفرمایان
- کاهش ارتباطات شغلی و تعاملات اجتماعی
- نبود مدیریت متمرکز بر شیوه انجام وظایف کارکنان
- نیاز به پشتوانه قانونی مناسب
- نیاز به امنیت اطلاعات و مقابله با تهدیدات شبکه‌ای
- نیاز به شبکه‌های کامپیوتری، سخت‌افزارها و نرم‌افزارهای پشیبانی

## مشاغل مناسب برای دور کاری
اگرچه کار از راه دور را می‌توان به شیوه گروهی نیز انجام داد لیکن شغل‌های مناسب کار از راه دور به شغل‌هایی گفته می‌شود که یک فرد توانایی انجام آن‌ها را به تنهایی داشته باشد این گونه مشاغل که نمونه‌هایی از آن در جدول پایین است، از ویژگی‌های زیر برخوردارند:
- به شکل فردی قابل هدایت و اجرا است.
- به آموزش، تعلیم و نظارت و بازرسی کمی نیازمندند.
- به زمان و مکان خاصی وابسته نیستند.
- نیاز به مواجهه رودررو با مشتری یا مدیر، دسترسی فیزیکی به منابع ثابت و به‌کارگیری اطلاعات محرمانه ندارند.
- نتایج حاصل به سهولت قابل اندازه‌گیری است.
- مرتبط با تفکر و برنامه‌ریزی، خواندن و نوشتن، پردازش لغات و متون، پژوهش، آنالیز و تفسیر داده و سایر کارهای کاغذی هستند.
- نیاز به اتصال به شبکه جهانی دارند و محاوره مجازی دارند.

## پلتفرم‌های دورکاری در ایران
در سال‌های اخیر، با گسترش فرهنگ فریلنسری و کار از راه دور در ایران، پلتفرم‌های مختلفی برای اتصال کارفرمایان و فریلنسرها شکل گرفته‌اند. از جمله این پلتفرم‌ها می‌توان به پونیشا، انجام میدم، کارلنسر و من می‌تونم اشاره کرد.